# Halmenida purpurea
Halmenida purpurea är en skalbaggsart som beskrevs av Maurice Pic 1922. Halmenida purpurea ingår i släktet Halmenida och familjen långhorningar.
Artens utbredningsområde är Laos. Inga underarter finns listade i Catalogue of Life.